# Kōsaku Hamada
Pour les articles homonymes, voir Hamada.
Kōsaku Hamada (濱田 耕作, Hamada Kōsaku), né le 22 février 1881 à Kishiwada - décédé le 25 juillet 1938 à Kyoto, aussi connu sous le nom Seiryō Hamada est un archéologue, universitaire, écrivain japonais et ancien président de l'université de Kyoto.

## Biographie
Né à Kishiwada, au Japon, Kōsaku Hamada est étudiant de l'université de Tokyo et de l'université de Kyoto avant de poursuivre ses études en Angleterre.
En 1917, Hamada est le premier professeur d'archéologie à l'université de Kyoto et il est crédité de l'introduction de méthodes modernes de recherche au Japon. Son travail sur le terrain comprend des fouilles archéologiques au Japon, en Corée et en Chine.
Au sommet de sa carrière universitaire, Hamada est nommé président de l'université de Kyoto en 1937.

## Publications
Dans un aperçu statistique relatif aux écrits par et sur Kosaku Hamada, OCLC/WorldCat recense environ 100+ textes plus de 200 publications en 3 langues et plus de 1 000 fonds de bibliothèques.
- 有竹齋藏古玉譜 (1925)
- 百済観音 (1926)
- 支那古明器泥象圖說 (1927)
- Pʼi-tzu-wo; prehistoric sites by the river Pi-liu-ho, South Manchuria (1929)
- 東亞文明の黎明 (1930)
- 東亞考古學研究 (1930)
- 天正遣歐使節記 (1931)
- 南山裡: 南滿洲老鐵山麓の漢代甎墓 Nan-shan-li: Brick-tombs of the Han dynasty at the foot of Mt. Lao-t'ieh, South Manchuria (1933)
- 營城子: 前牧城驛附近の漢代壁晝甎墓 Ying-ch'êng-tzŭ (1934)
- 删訂泉屋清賞 (1934)
- 新羅古瓦の研究 (1934)
- 古物硏究 (1936)
- 日本美術史硏究 (1940)

Articles
- Chifeng Hongshanhou, Archaeologia Orientalis, ser. A, no 6. Far-Eastern Archaeology Society of Japan, (1938).